# Savannah McCaskill
Savannah Elizabeth McCaskill (Chapin, Carolina del Sur, Estados Unidos; 31 de julio de 1996) es una futbolista estadounidense que juega de delantera para el Racing Louisville de la National Women's Soccer League (NWSL) y para la selección de Estados Unidos.

## Estadísticas

### Clubes
| Club              | País           | Año           |
| ----------------- | -------------- | ------------- |
| Sky Blue FC       | Estados Unidos | 2018-2019     |
| Sydney FC         | Australia      | 2018-2019     |
| Chicago Red Stars | Estados Unidos | 2019-2020     |
| Racing Louisville | Estados Unidos | 2021-presente |

## Palmarés

### Títulos nacionales
| Título   | Club      | País      | Año     |
| -------- | --------- | --------- | ------- |
| W-League | Sydney FC | Australia | 2018-19 |

### Títulos internacionales
| Título           | Club           | País           | Año  |
| ---------------- | -------------- | -------------- | ---- |
| Copa SheBelieves | Estados Unidos | Estados Unidos | 2018 |